# Selección de rugby league de Fiyi
La selección de rugby league de Fiyi representa a Fiyi en competiciones de selecciones nacionales de rugby league.
Su apodo es "Bati", y utiliza vestimenta blanca con pantalones negros.
El ente encargado de la selección es la Fiji National Rugby League.
Está afiliado a la Asia-Pacific Rugby League Confederation.
Ha tenido buenas participaciones en la Copa del Mundo de Rugby League, logrando instalarse en semifinales en tres ocasiones (2008, 2013 y 2017).

## Uniformes
|  |  |  |  |

## Palmarés
Pacific Cup
- Subcampeón (2): 1994, 2006

Pacific Rugby League Championship Grupo B
- Campeón (1): 2019

Juegos del Pacífico
- Medalla de oro: 2007, 2019

## Participación en copas

#### Copa del Mundo de Rugby League
- 1954 al 1989/92: sin  participación
- 1995 : fase de grupos
- 2000 : fase de grupos[1]
- 2008 : semifinalista[2]
- 2013 : semifinalista[3]
- 2017 : semifinalista[4]
- 2021 : cuartos de final
- 2026 : clasificado

#### Pacific Rugby League Championship
- 2019 : Ganador Zona B
- 2023 : 5° puesto
- 2024 : 5° puesto